# Oleksandr Horchkovozov
Oleksandr Horchkovozov (en ukrainien : Олександр Горшковозов), né le 18 juillet 1991 à Louhansk, est un plongeur de haut vol ukrainien.

## Palmarès

### Championnats du monde
- Championnats du monde 2011 à Shanghai :
  -  Médaille de bronze du plongeon synchronisé à 10 m (avec Oleksandr Bondar).
- Championnats du monde 2015 à Kazan :
  -  Médaille d'argent du plongeon par équipe mixte.

### Championnats d'Europe
- Championnats d'Europe de plongeon 2013 à Rostock :
  -  Médaille de bronze du plongeon synchronisé à 3 m (avec Oleh Kolodiy).
  -  Médaille de bronze du plongeon synchronisé à 10 m (avec Dmytro Mezhenskyi).
- Championnats d'Europe de natation 2014 à Berlin :
  -  Médaille de bronze du plongeon synchronisé à 3 m (avec Illya Kvasha).
- Championnats d'Europe de plongeon 2015 à Rostock :
  -  Médaille d'argent du plongeon synchronisé à 3 m (avec Illya Kvasha).
  -  Médaille de bronze du plongeon synchronisé à 10 m (avec Maksym Dolhov).
- Championnats d'Europe de natation 2016 à Londres :
  -  Médaille d'argent du plongeon par équipe mixte.
  -  Médaille de bronze du plongeon synchronisé à 3 m (avec Illya Kvasha).
  -  Médaille de bronze du plongeon synchronisé à 10 m (avec Maksym Dolhov).
- Championnats d'Europe de plongeon 2017 à Kiev :
  -  Médaille d'or du plongeon synchronisé à 10 m (avec Maksym Dolhov).
  -  Médaille d'argent du plongeon par équipe mixte.
- Championnats d'Europe de natation 2020 à Budapest :
  -  Médaille de bronze du plongeon synchronisé à 3 m (avec Oleh Kolodiy).

### Universiade
- Universiade d'été de 2017 à Taipei :
  -  Médaille d'or du plongeon par équipe mixte.